# Accalathura kensleyi
Accalathura kensleyi là một loài chân đều trong họ Leptanthuridae. Loài này được King miêu tả khoa học năm 2008.